# Vernon Automobile Corporation
Vernon Automobile Corporation war ein US-amerikanischer Hersteller von Automobilen.

## Unternehmensgeschichte
Das Unternehmen wurde 1918 in Mount Vernon im US-Bundesstaat New York gegründet. Es gehörte zum Motorenhersteller Able Engine Company. Norton L. Dods leitete es. M. E. Cheney war Chefingenieur. Im gleichen Jahr begann die Produktion von Automobilen. Der Markenname lautete Vernon. 1920 endete die Produktion. Das Unternehmen wurde aufgelöst. Dods verkaufte allerdings noch bis 1921 vorhandene Fahrzeuge.
Die Vernon Motor Car Company verwendete ein paar Jahre vorher den gleichen Markennamen.

## Fahrzeuge
Es standen jeweils zwei Modelle im Sortiment. Die Modellbezeichnung beinhaltete die Zylinderanzahl und das Modelljahr. Die Motoren kamen von der Able Engine Company.
1919 gab es das Model 419. Es hatte einen Vierzylindermotor, der mit 15,6 PS angegeben war. Das Fahrgestell hatte 262 cm Radstand. Zur Wahl standen Clubster mit vier Sitzen, Phaeton mit fünf Sitzen, Roadster mit zwei und drei Sitzen und Raceabout mit zwei Sitzen. Darüber rangierte das Model 819. Es hatte einen V8-Motor, der mit 22 PS angegeben war. Der Radstand betrug 292 cm. Genannt sind Phaeton mit fünf Sitzen, Clubster mit vier Sitzen und Roadster mit zwei und drei Sitzen.
Von 1920 bis 1921 wurden daraus Model 420 und Model 820. Die technischen Daten und die Radstände änderten sich nicht, sondern nur das Karosserieangebot. Das kleinere Modell war als Tourabout mit fünf Sitzen, Chumabout mit vier Sitzen, Runabout mit drei Sitzen und Raceabout mit zwei Sitzen erhältlich. Das größere Modell stand als Tourster mit sieben Sitzen, Clubster mit vier Sitzen, Sportster mit fünf Sitzen, Roadster mit drei Sitzen und Speedster mit zwei Sitzen in den Preislisten.

## Modellübersicht
| Jahr      | Modell    | Zylinder | Leistung (PS) | Radstand (cm) | Aufbau                                                                                          |
| --------- | --------- | -------- | ------------- | ------------- | ----------------------------------------------------------------------------------------------- |
| 1919      | Model 419 | 4        | 15,6          | 262           | Clubster 4-sitzig, Phaeton 5-sitzig, Roadster 2-sitzig und 3-sitzig, Raceabout 2-sitzig         |
| 1919      | Model 819 | 8        | 22            | 292           | Phaeton 5-sitzig, Clubster 4-sitzig, Roadster 2-sitzig und 3-sitzig                             |
| 1920–1921 | Model 420 | 4        | 15,6          | 262           | Tourabout 5-sitzig, Chumabout 4-sitzig, Runabout 3-sitzig, Raceabout 2-sitzig                   |
| 1920–1921 | Model 820 | 8        | 22            | 292           | Tourster 7-sitzig, Clubster 4-sitzig, Sportster 5-sitzig, Roadster 3-sitzig, Speedster 2-sitzig |